# Vladan Đorđević
Ipokrat „Vladan” Đorđević (în sârbă Владан Ђорђевић; n. 21 noiembrie/3 decembrie 1844, Belgrad, Principatul Serbiei – d. 31 august 1930, Baden bei Wien, Austria Inferioară, Austria) a fost un politician, diplomat, medic, prolific scriitor și organizator al Serviciului Sanitar de Stat sârb. A deținut funcții importante, printre care primar al Belgradului, ministru al educației, prim-ministru al Serbiei, ministru al afacerilor externe, precum și trimis diplomatic la Atena și Istanbul.

## Tinerețea
Ipokrat Đorđević (Ипократ Ђорђевић) s-a născut la Belgrad, fiind fiul farmacistului Đorđe Đorđević și al Marije (născută Leko). Ambii părinți erau de etnie aromână. A avut doi frați și a fost botezat cu numele „Ipokrat”, în onoarea lui Hipocrate, de către nașul său Kosta German. Ulterior, și-a schimbat numele în „Vladan”, un pseudonim literar sugerat de profesorul său de liceu, Đuro Daničić, care a sârbizat numele multor elevi.
Tatăl său provenea dintr-o familie cu rădăcini vechi în Serbia. Mama sa a murit când Vladan avea doar șapte ani, iar tatăl său l-a crescut la Sarajevo, unde s-a mutat pentru a deschide o farmacie. Vladan a primit o educație timpurie în limba sârbă la Sarajevo, manifestând un interes deosebit pentru științele naturale. Lucrarea sa Kočina krajina, realizată în timpul studiilor la liceul din Sarajevo, i-a adus un premiu acordat de Matica Srpska în semn de recunoaștere pentru contribuția sa istorică. În 1867, a participat la Congresul panslavist de la Moscova, unde a susținut un discurs împotriva ideii de unitate lingvistică.

## Cariera medicală
După ce și-a ales medicina ca vocație, Vladan Đorđević și-a început studiile la prestigioasa Școală de Medicină a Universității din Viena beneficiind de o bursă acordată de guvernul sârb. În timpul studiilor la Viena, a criticat public abuzurile administrației austriece, ceea ce a condus la retragerea temporară a bursei. Însă, în urma unei întâlniri întâmplătoare cu prințul Mihailo Obrenović, care i-a împărtășit opiniile, i-a fost restabilită finanțarea. După ce a absolvit ca chirurg, s-a oferit voluntar în Războiul franco-prusac, iar la întoarcerea sa la Belgrad, și-a consolidat reputația ca medic talentat, fiind avansat la gradul de maior și numit medic-șef al armatei sârbe.
În timpul războaielor sârbo-otomane din 1876 și 1877-1878, a încercat să implementeze modelul medical prusac, punând astfel bazele Crucii Roșii Sârbe. În 1879, a fost desemnat șef al sectorului sanitar al Regatului Serbiei, devenind un pionier în abordarea sănătății publice din perspectiva administrativă. A obținut sprijin parlamentar pentru o lege privind înființarea unui fond național de sănătate, asigurând astfel finanțarea serviciilor medicale. Prin această inițiativă, Đorđević nu doar că a pus bazele sistemului de sănătate publică, ci a și obținut recunoașterea oficială a igienei ca bun public, finanțat de stat.
În 1880 s-a căsătorit cu aleasa inimii sale din Viena, Paulina, cu care a avut cincisprezece copii. A fost fondatorul Crucii Roșii Sârbe, al Colegiului Regal al Medicilor și al și al revistei, Arhiv, în care a contribuit cu numeroase articole științifice. Paralel, a condus Partidul Progresist alături de Milutin Garašanin, fiul politicianului Ilija Garašanin.

## Cariera politică

### Primar al Belgradului
Vladan Đorđević a deținut funcția de primar al Belgradului între 1884 și 1885. La preluarea mandatului, Belgradul avea 4.420 de case și clădiri și o populație de 35.783 de locuitori.
La începutul mandatului, a eliminat birocrația excesivă și practicile de protecționism, a început amenajarea cheiului de pe malul râului Sava și a introdus iluminatul stradal. În 1880, administrația a implementat o nouă taxă urbană (trošarina), destinată finanțării sistemului de alimentare cu apă, canalizării, școlilor și pavării cu piatră cubică. O comisie municipală specială a fost trimisă în Londra și în alte orașe europene pentru a studia modelele de administrare a serviciilor comunale.
Đorđević a decis să utilizeze această taxă pentru a pune bazele unui sistem organizat de colectare a deșeurilor municipale. A reglementat evacuarea gunoiului din gospodării și a înființat „trupe de curățenie” în cadrul departamentului de pompieri. Pentru funcționarea eficientă a sistemului, a ordonat achiziționarea de căruțe (câte una pentru fiecare cartier), 14 boi și angajarea a 13 muncitori, organizând și structura administrativă necesară. Datorită epidemiilor de holeră și a experienței sale medicale, a conceput sistemul de salubrizare ca o măsură sanitară non-profit, stabilind o taxă simbolică pentru cetățeni.
Pe măsură ce Belgradul s-a extins, vechiul cimitir din cartierul Tašmajdan a devenit insuficient. Inițial situat la periferia orașului, creșterea Belgradului l-a transformat într-o zonă centrală, aflată în apropierea Curții Regale. Din cauza dificultăților financiare ale orașului, nu s-a putut achiziționa un teren extins pentru un nou cimitir, astfel că Đorđević a donat o parcelă proprie pentru amenajarea acestuia. În deceniile următoare, zona, inclusiv cimitirul, a fost cunoscută sub numele de „Vladanovac”, în onoarea sa, dar denumirea a fost treptat înlocuită cu Noul Cimitir din Belgrad.

### Prim-ministru
În 1894, Vladan Đorđević s-a retras din funcție și s-a stabilit la Paris. La scurt timp după sosire, a fost rechemat la Belgrad și numit trimis diplomatic la Constantinopol.
Mandatul său ca prim-ministru (1897–1900) a fost marcat de un stil de guvernare autoritar, descris ca unul al „ordinii și muncii” (Red i Rad). În timpul guvernării sale la Belgrad, a proclamat legea marțială și a implementat reformele cu o severitate necruțătoare, exilând din oraș pe oricine se opunea sau îi stătea în cale. După finalizarea reformelor, a fost înlăturat din funcția de primar al Belgradului.
Ulterior, a intrat în conflict cu autoritățile. În 1906, a fost acuzat că a divulgat secrete de stat în lucrarea sa Kraj jedne dinastije: prolozi za istoriju Srbije („Sfârșitul unei dinastii: contribuții la istoria Serbiei”, 3 volume, Belgrad, 1905–1906) și condamnat la șase luni de închisoare. A executat pedeapsa în închisoarea municipală din Belgrad.

## Moștenire
Đorđević și-a menținut interesul pentru literatură și istorie printr-o corespondență vastă, iar reședința sa din Belgrad a devenit un centru al unui cerc literar elitist. Alături de colaboratori și intelectuali, a contribuit la înființarea revistei Otadžbina, unde au fost publicate unele dintre scrierile sale timpurii, în special lucrări privind igiena practică și economia.
Avansat la gradul de maior în Armata Sârbă, a părăsit curând comanda militară pentru a se dedica activității civile. În anii 1880, ca membru al consiliului orașului, s-a remarcat prin expertiza financiară și implicarea în reforme sociale progresiste, consolidând reputația de lider pragmatic și vizionar.
A publicat o amplă relatare a Războiului sârbo-bulgar în lucrarea sa în două volume, Istorija Srpsko-Bugarskog rata 1885 (1908).
A fost decorat cu Ordinul Sfântul Sava și Ordinul Crucii Takovo. De asemenea, figurează în lista Cei 100 cei mai proeminenți sârbi.
În noiembrie 2020, la Galeria Academiei Sârbe de Științe și Arte a găzduit expoziția „Portretul unui creator neobosit”, dedicată vieții și operei sale. Cu această ocazie, autobiografia sa, Memorii (2500 de pagini), a fost prezentată publicului pentru prima dată.

## Lucrări
- Otadžbina („Patria”), Belgrad: Ștamparija Kraljevine Sârbe, 1890
- Srbija na Berlinskom Kongresu („Serbia la Congresul de la Berlin”), Belgrad: Ștamparija Kraljevine Sârbe, 1890
- Grčka i srpska prosveta („Învățământul grec și sârb”), Academia Regală Sârbă, 1896
- Kraj jedne dinastije: 1899–1900 („Sfârșitul unei dinastii: 1899–1900”), Ștamparija D. Dimitrijevića, 1906
- Moja odbrana pred sudom („Apărarea mea în fața tribunalului”), Belgrad: Narodna Štamparija, 1906
- Srpsko-turski rat: uspomene i beleške iz 1876, 1877 i 1878 godine („Războiul sârbo-turc: amintiri și note din anii 1876, 1877 și 1878”), vol. 1, Izdanje Ignjata Daničića, 1907
- Istorija srpsko-bugarskog rata 1885: Od Slivnice do Pirota („Istoria războiului sârbo-bulgar din 1885: De la Slivnița la Pirot”), Nova Štamparija „Davidović”, 1908
- Evropa i Crna Gora („Europa și Muntenegru”), Sv. Sava, 1912
- Evropa i Balkan: Evropa i Rumunija („Europa și Balcanii: Europa și România”), Sv. Sava, 1911
- Arnauti i velike sile („Albanezii și Marile Puteri”), Izdavač Trgovina Jevte M. Parlovića i Kompanija, 1913
- Mladi kralj („Tânărul rege”), Ștamparija Kraljevine Sârbe, 1913
- Car Dušan: istorijski roman iz XIV-oga veka („Țarul Dušan: roman istoric din secolul al XIV-lea”), vol. I-III, Naklada Hrvatskog Štamparskog Zavoda, 1920
- Golgota: silazak sa prestola („Golgota: coborârea de pe tron”), Belgrad, 1933

## Cărți
- Kanjuh, Vladimir; Čolović, Radoje; Radojević, Mira; Delić, Jovan, ed. (2020). Vladan Đorđević: cu ocazia celei de-a 176-a aniversări a nașterii sale (PDF). Academia Sârbă de Științe și Arte. ISBN 978-86-7025-888-4.